# Liste der Kulturdenkmäler in Trier-Pfalzel
In der Liste der Kulturdenkmäler in Trier-Pfalzel sind alle Kulturdenkmäler des Ortsbezirks Pfalzel der rheinland-pfälzischen Stadt Trier aufgeführt. Grundlage ist die Denkmalliste des Landes Rheinland-Pfalz (Stand: 8. Januar 2024).

## Denkmalzonen
| Bezeichnung              | Lage                                                         | Baujahr                       | Beschreibung | Bild                           |
| ------------------------ | ------------------------------------------------------------ | ----------------------------- | --- | ------------------------------ |
| Denkmalzone Burg Pfalzel | Burgstraße 2–10, Kirchplatz 4, 10, Stiftstraße 10 Lage       | um 1131–52                    | ehemalige erzbischöfliche Burg; wohl um 1131–52 über dem südwestlichen Flügel des römischen Palatiolum errichtet, Umbau im 15. und frühen 16. Jahrhundert, 1552 mit dem ganzen Ort im Feldzug des Markgrafen Albrecht von Brandenburg eingeäschert, nach Wiederaufbau (?) im Holländischen Krieg 1673/74 zerstört; Einbau zahlreicher kleiner Wohnhäuser und landwirtschaftlicher Bauten; Mauerreste in den Häusern Burgstraße 2–10, 3, 4, 5, 6, bei Nr. 2 Stumpf des polygonalen Treppenturms an der Nordwestecke, zwischen Nr. 5 und 6 Torturm mit zwei Wappen des Erzbischofs Johann II. von Baden (1456–1503); Kirchplatz 4 und 10 (bei Nr. 4 auch noch Rest des nordöstlichen Eckturms); Stiftstraße 10 (heute Scheune, bezeichnet 1695); Reste des ehemaligen Palas (Kellergewölbe, vom Hauptsaal vermauerte Kreuzstockfenster, Konsolen); im Vorgarten von Burgstraße 10 Reste des wohl auf römischen Fundamenten aufbauenden Bergfrieds; ehemaliger Wirtschaftshof weitgehend als Freifläche mit der ehemaligen Zehntscheune Residenzstraße 22 und Genovevastraße 6a erhalten | weitere Bilder Fotos hochladen |
| Denkmalzone Ortskern     | Lage                                                         | ab dem 4. oder 5. Jahrhundert | Die Zone gibt die spätmittelalterliche Ausdehnung des Ortes Pfalzel innerhalb der historischen Befestigung wieder; seit der Spätantike bestehendes Siedlungskontinuum, in dem sich aus römischem Palast und Kasernenanlagen das Kloster und spätere Stift entwickelte, das zur erzbischöflichen Residenz, zur Zollstelle und zum Amtssitz wurde und das nach dem Ende des Alten Reiches nur noch ein bäuerliches Dorf war; in der Zone sind Zeugnisse aus all diesen Epochen in enger Verzahnung bewahrt. | Fotos hochladen                |
| Denkmalzone Wallmauer    | An der Bastion, Golostraße, Klosterstraße, Scholasterei Lage | vor 1539                      | Befestigung um den erzbischöflichen Teil von Pfalzel, unter Einbeziehung eines mittelalterlichen Vorgängers des späten 14. Jahrhunderts bis 1539 errichtet, 1673/74 von den Franzosen unbrauchbar gemacht, 1961 Durchbruch zwischen Bastion 5 und 6, 1970–92 instand gesetzt; fast vollständig erhaltene Wallmauer (Erdwall zwischen zwei Mauern) mit aus der Mauerflucht heraustretenden Bastionen, Grabenbereich außen entlang der Wallmauer (heute weitgehend von Gärten und vom Friedhof eingenommen), Baumeister wohl Meister Peter (Erbauer des Roten Turms an der Kaiserstraße in Trier); die Befestigung beginnt an der Mosel mit Bastion 1, zieht sich hinter den Häusern östlich und nördlich von Klosterstraße, Scholasterei und Golostraße, verstärkt durch die Bastionen 2, 3, 4 und 5 bis zur Endbastion 6 hinter Golostraße 3 und 5 bzw. Residenzstraße 25; | weitere Bilder Fotos hochladen |

## Einzeldenkmäler
| Bezeichnung                                      | Lage                                        | Baujahr                            | Beschreibung | Bild                           |
| ------------------------------------------------ | ------------------------------------------- | ---------------------------------- | --- | ------------------------------ |
| Wohnhaus                                         | Adulastraße 1 Lage                          | zweite Hälfte des 18. Jahrhunderts | barocker Mansarddachbau, zweite Hälfte des 18. Jahrhunderts, Giebelwand zu Nr. 3 mittelalterlich; in einer Nische barocke Muttergottes; straßenbildprägend | Fotos hochladen                |
| Wohnhaus                                         | Adulastraße 3 Lage                          | 1587                               | kleines Zeilenwohnhaus, bezeichnet 1587, barocker Umbau mit Mansarddach sowie im 19. Jahrhundert; bedeutende Ausstattungsreste | Fotos hochladen                |
| Pfarrheim                                        | Adulastraße 24 Lage                         | 1773                               | ehemalige katholische Pfarrkirche St. Martin; Saalbau mit Westturm, bezeichnet 1773, Architekt L. Leblanc, 1894 Erweiterung, 1962 Umbau zum Pfarrheim; vor dem vermauerten mittleren Eingang spätbarocker Kreuzigungsbildstock | weitere Bilder Fotos hochladen |
| Quereinhaus                                      | Adulastraße 26 Lage                         | 1729                               | Quereinhaus, bezeichnet 1729, im 19. Jahrhundert aufgestockt | Fotos hochladen                |
| Wohnhaus                                         | Am Stadttor 1, Pfalzeler Straße 1a Lage     | 17. oder 18. Jahrhundert           | dreiachsiges barockes Wohnhaus (dritte Achse jünger) mit Rest des 1944 zerstörten Stadttors (westliche Wange mit Bogenansatz) | Fotos hochladen                |
| Wohnhaus                                         | Burgstraße 1 Lage                           | spätes 18. Jahrhundert             | an die Außenmauer der ehemaligen Burg gelehntes kleines Wohnhaus mit Krüppelwalmdach, spätes 18. Jahrhundert | Fotos hochladen                |
| Wohnhaus                                         | Kirchplatz 1 Lage                           | 1561                               | ehemalige Stiftskurie; stattlicher Putzbau, bezeichnet 1561, mit römischen und mittelalterlichen Resten | Fotos hochladen                |
| Wohnhaus                                         | Kirchplatz 3 Lage                           | 15. Jahrhundert                    | sogenanntes Küsterhaus, wohl ehemalige Stiftskurie; Putzbau, im Kern aus dem 15. Jahrhundert mit römischen und spätmittelalterlichen Mauerresten; das Gebäude gilt als ältestes bewohntes römisches Steinhaus in Deutschland | Fotos hochladen                |
| Katholische Pfarrkirche St. Maria und St. Martin | Kirchplatz 7 Lage                           | um 700                             | ehemalige Stiftskirche; um 700 durch Umgestaltung der Südostecke des römischen Palatiolum gewonnener, mehrfach erweiterter Kirchenbau auf kreuzförmigem Grundriss, 1802 profaniert, 1944 der westliche Kreuzarm zerstört, 1962–65 konservierend und interpretierend wiederaufgebaut sowie dreischiffige Erweiterung unter Einbeziehung des Vorgängers als Querhaus mit den Stilmitteln der 1950/60er Jahre durch Heinrich Otto Vogel                | weitere Bilder Fotos hochladen |
| Nikolauskapelle                                  | Kirchplatz, hinter Nr. 7 Lage               | 15. oder 16. Jahrhundert           | ehemalige Nikolauskapelle; zweiachsiger spätgotischer Saalbau | weitere Bilder Fotos hochladen |
| Wohnhaus                                         | Klosterstraße 1 Lage                        | 18. Jahrhundert                    | kleines Wohnhaus mit Mansardwalmdach, originaler Dachstuhl, 18. Jahrhundert; straßen- und ortsbildprägend | Fotos hochladen                |
| Wohnhaus                                         | Klosterstraße 3 Lage                        | 18. Jahrhundert                    | eingeschossiges Wohnhaus mit Rundturm, 18. Jahrhundert, rückwärtig Wandbrunnen; straßen- und ortsbildprägend | Fotos hochladen                |
| Klosterschenke                                   | Klosterstraße 10 Lage                       | ab dem späten 13. Jahrhundert      | ehemaliges Stiftsgebäude; stattlicher Mansardwalmdachbau, im Erdgeschoss die sieben erhaltenen Achsen des Kreuzgangs, 1511–31; Petruskapelle, spätes 13. Jahrhundert, im Innern zwei Epitaphien, 16. Jahrhundert; eingeschossiges Wirtschaftsgebäude; Wandbrunnen bezeichnet 1642 | Fotos hochladen                |
| Wohnhaus                                         | Klosterstraße 15 Lage                       | vor 1741                           | ehemaliges Stiftshaus; fünfachsiger Putzbau, bezeichnet 1741 (zwei Achsen älter), im 19. Jahrhundert überformt | Fotos hochladen                |
| Wohnhaus                                         | Mechtelstraße 6 Lage                        | 18. Jahrhundert                    | vierachsiger Putzbau, 18. Jahrhundert oder früher, im 19. Jahrhundert verlängert und überformt, an der Südostecke aufgemalte Eckquaderung | Fotos hochladen                |
| Wohnhaus                                         | Münzstraße 3–5 Lage                         | 1545                               | zwei- bzw. dreigeschossiger spätgotischer Bau mit (zum Teil vermauerten) Kreuzstockfenstern, bezeichnet 1545 | Fotos hochladen                |
| Katholische Marienkapelle                        | Pfalzeler Straße 43 Lage                    | 1860                               | kleiner Satteldachbau mit Vorhalle, 1860; im Innern Pietà, spätes 19. Jahrhundert, und barocker Nischenbildstock | weitere Bilder Fotos hochladen |
| Grundschule Gregor von Pfalzel                   | Pfalzgrafenstraße 49/51 Lage                | 1938–41                            | eingeschossige, symmetrisch aufgebaute Anlage aus drei durch kurze Querflügel miteinander verbundene Satteldachbauten in Formen des Heimatstils der 1930/40er Jahre, 1938–41, Architekt Nagel | Fotos hochladen                |
| Schmiede                                         | Residenzstraße, zwischen Nr. 19 und 21 Lage | zweite Hälfte des 19. Jahrhunderts | kleiner Satteldachbau mit vollständig erhaltener Ausstattung, wohl aus der zweiten Hälfte des 19. Jahrhunderts | Fotos hochladen                |
| Zehntscheune                                     | Residenzstraße 22, Genovevastraße 6a Lage   | 1592                               | ehemalige Zehntscheune der erzbischöflichen Burg; langgestreckter Bruchsteinbau mit Krüppelwalmdach, an der Westseite vorgemauerte Strebepfeiler, bezeichnet 1592, Umbau zum Quereinhaus im 19. Jahrhundert | Fotos hochladen                |
| Kurtrierisches Amtshaus                          | Residenzstraße 27, Golostraße 4 Lage        | 1544                               | ehemaliges kurtrierisches Amtshaus; stattliche Baugruppe mit anspruchsvoller Bauzier, zur Golostraße von übermannshoher Mauer, bezeichnet 1544 (abgeschlossen), südlicher Bau zum Teil mit sechsteiligen Kreuzstockfenstern, im Winkel achteckiger Treppenturm, bezeichnet 1577, im Innern Spindeltreppe, am nordöstlichen Bau zum Teil zwei- und dreiteilige Fenster, vorspringender Treppenturm; im Innern Kölner Decken; siehe auch: Amt Pfalzel | Fotos hochladen                |
| Wohnhaus                                         | Residenzstraße 30 Lage                      | 15. Jahrhundert                    | wohl ehemalige Stiftskurie; stattliches, im Kern spätmittelalterliches Wohnhaus mit turmartigem Treppenhausvorbau, Wappenstein bezeichnet 1728 | Fotos hochladen                |
| Portal                                           | Scholasterei, an Nr. 13 Lage                | 1643                               | von gemeinsamem Dreiecksgiebel bekröntes Doppelportal der 1643 errichteten Stiftskurie | BW                             |
| Wohnhaus                                         | Spielesplatz 1 Lage                         | 1744                               | vierachsiger Mansardwalmdachbau mit Freitreppe, bezeichnet 1744; platzbildprägend | BW                             |
| Wohnhaus                                         | Spielesplatz 7 Lage                         | 17. oder 18. Jahrhundert           | stattlicher barocker Putzbau mit abgewalmtem Mansarddach, originaler Dachstuhl; platzbildprägend | Fotos hochladen                |
| Wohnhaus                                         | Spielesplatz 8 Lage                         |                                    | zweiachsiges Wohnhaus mit ehemaliger Stadtmauer als Binnenwand | BW                             |
| Wohnhaus                                         | Spielesplatz 10 Lage                        | 1723                               | stattlicher Mansarddachbau, bezeichnet 1723, im Kern mittelalterlich, Scheunenerweiterung mit Torfahrt, rückwärtig weitere Wirtschaftsgebäude | BW                             |
| Rosportsches Haus                                | Spielesplatz 13 Lage                        | 1579                               | stattlicher Massivbau, bezeichnet 1579, Ausstattung; eines der ältesten und am besten erhaltenen Gebäude in Pfalzel | Fotos hochladen                |
| Wohnhaus                                         | Stiftstraße 9 Lage                          | 1723                               | ehemaliges Kanonikerhaus; stattliches barockes Wohnhaus, achtachsiger Krüppelwalmdachbau, 1723, in der übermannshohen Abschlussmauer korbbogiges Tor; straßenbildprägend | BW                             |
| Wohnhaus                                         | Stiftstraße 10 Lage                         | 1695                               | Wohnhaus, das aus der Südwestecke der Erzbischöflichen Burg hervorgeht, aus dieser Zeit Reste einer großen Kaminanlage an der Nordostwand, später Scheune, über dem Tor zur Stiftstraße, bezeichnet 1695 | BW                             |
| Wohnhaus                                         | Stiftstraße 13 Lage                         | 18. Jahrhundert                    | vierachsiges Wohnhaus, 18. Jahrhundert, wohl im 19. Jahrhundert überformt; straßenbildprägend | Fotos hochladen                |
| Wohnhaus                                         | Stiftstraße 15 Lage                         | 18. Jahrhundert                    | zweiachsiges Wohnhaus, 18. Jahrhundert | Fotos hochladen                |
| Wohnhaus                                         | Stiftstraße 19 Lage                         | nach 1770                          | stattlicher Mansardwalmdachbau, nach 1770; straßenbildprägend | weitere Bilder Fotos hochladen |